# 公共法人
公共法人（こうきょうほうじん）とは、法人税法上の内国法人の一つ。法人税法第4条第2項の規定により、法人税の納税義務が免除されている。具体的には、法人税法の別表第1に掲げられており、地方公共団体、日本放送協会などがこれに該当する。

## 法人税法別表第1に規定する公共法人
- 沖縄振興開発金融公庫 ：沖縄振興開発金融公庫法
- 株式会社国際協力銀行：会社法及び株式会社国際協力銀行法
- 株式会社日本政策金融公庫：会社法及び株式会社日本政策金融公庫法
- 港務局：港湾法
- 国立大学法人：国立大学法人法
- 社会保険診療報酬支払基金：社会保険診療報酬支払基金法
- 水害予防組合：水害予防組合法
- 水害予防組合連合：水害予防組合法
- 大学共同利用機関法人：国立大学法人法
- 地方公共団体：地方自治法
- 地方公共団体金融機構：地方公共団体金融機構法
- 地方公共団体情報システム機構：地方公共団体情報システム機構法
- 地方住宅供給公社：地方住宅供給公社法
- 地方税共同機構：地方税法
- 地方道路公社：地方道路公社法
- 地方独立行政法人：地方独立行政法人法
- 独立行政法人（その資本金の額若しくは出資の金額の全部が国若しくは地方公共団体の所有に属しているもの又はこれに類するものとして、財務大臣が指定をしたものに限る。）：独立行政法人通則法及び同法第1条第1項（目的等）に規定する個別法
- 土地開発公社：公有地の拡大の推進に関する法律
- 土地改良区：土地改良法
- 土地改良区連合：土地改良法
- 土地区画整理組合：土地区画整理法
- 日本下水道事業団：日本下水道事業団法
- 日本司法支援センター：総合法律支援法
- 日本中央競馬会（JRA）：日本中央競馬会法（JRA法）
- 日本年金機構：日本年金機構法
- 日本放送協会（NHK）： 放送法